# 花托

3種類のタイプの花における子房（赤色）と花托（灰色）
の関係: (I)子房上位, (II)子房周位, (III)子房下位

花托（かたく、英: Receptacle）、花床（かしょう）は、植物の器官である。

## 被子植物
花托は、被子植物において茎が厚くなった、そこから花が育つ部分である。ナシ状果やイチゴ等の偽果では、花托は果物の可食部に育つ。
キイチゴ属の果実は、円錐形の花托の頂上についた小核果の集合体である。ラズベリーを摘むと花托は果実から離れるが、ブラックベリーでは果実についたままとなる。
また、イチゴやイチジクの食用部分は花托が発達して出来たものである。

## 藻類
英語のReceptacleという言葉は、藻類、特にヒバマタ目の褐藻における分枝の末端の構造で、生殖器巣 (Conceptacle) と呼ばれる生殖器官を含む特別な組織のことも表す。